# Cúrling als Jocs Olímpics
El cúrling és un esport que forma part del programa olímpic des dels primers Jocs Olímpics d'Hivern realitzats a Chamonix (França) l'any 1924, si bé el resultat d'aquesta competició no fou considerat oficial fins als Jocs Olímpics d'Hivern de 2006 realitzats a Torí (Itàlia) pel Comitè Olímpic Internacional. Aquest esport fou considerat de demostració en els 1932, 1988 i 1992, passant a ser considerat com a esport oficial a partir dels Jocs Olímpics d'Hivern de 1998 realitzats a Nagano (Japó).
Actualment es realitzen dues competicions, una de masculina i una de femenina. Els grans dominadors d'aquest esport són el Canadà, Suècia i Suïssa.

## Programa
• = competició oficial, (d) = prova de demostració
| Prova               | 24 | 28 | 32  | 36-84 | 88  | 92  | 94 | 98 | 02 | 06 | 10 | 14 | Anys |
| ------------------- | -- | -- | --- | ----- | --- | --- | -- | -- | -- | -- | -- | -- | ---- |
| Categoria masculina | •  |    | (d) |       | (d) | (d) |    | •  | •  | •  | •  | •  | 6    |
| Categoria femenina  |    |    |     |       |     |     |    | •  | •  | •  | •  | •  | 5    |

## Medaller

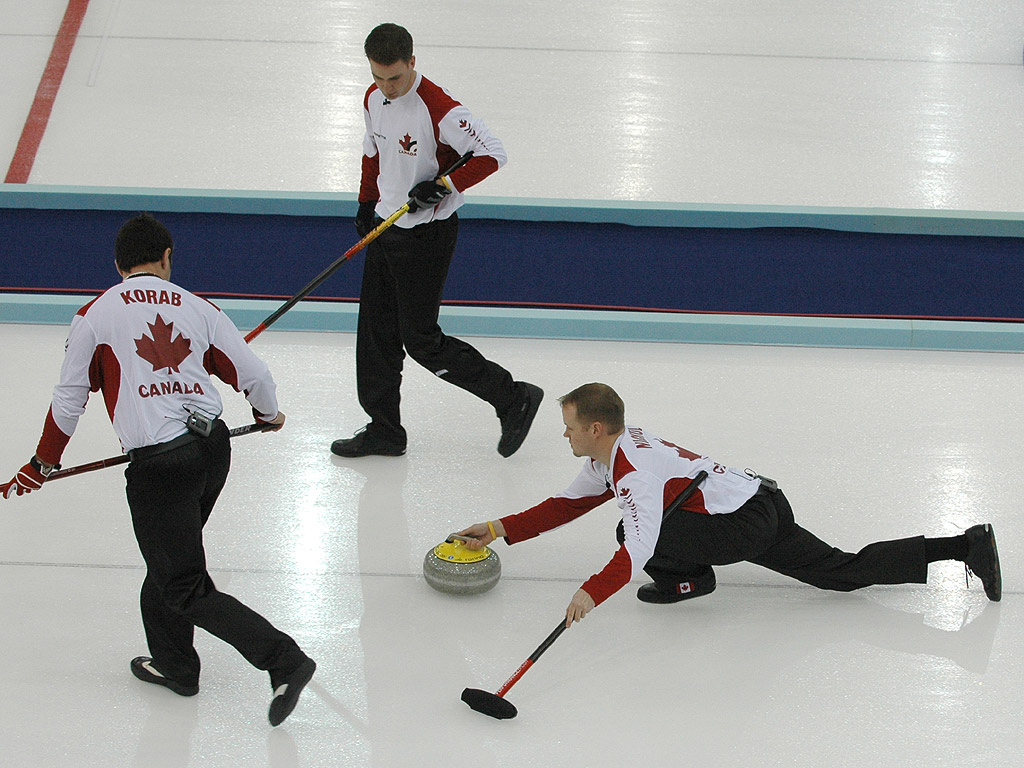
Equip canadenc masculí als Jocs Olímpics d'hivern de 2006.

| Posició | CON             | Or | Argent | Bronze | Total |
| 1       | Canadà          | 5  | 3      | 2      | 10    |
| 2       | Suècia          | 2  | 2      | 2      | 6     |
| 3       | Regne Unit      | 2  | 1      | 1      | 4     |
| 4       | Suïssa          | 1  | 2      | 2      | 5     |
| 5       | Noruega         | 1  | 1      | 1      | 3     |
| 6       | Dinamarca       | 0  | 1      | 0      | 1     |
| 6       | Finlàndia       | 0  | 1      | 0      | 1     |
| 8       | França          | 0  | 0      | 1      | 1     |
| 8       | Estats Units    | 0  | 0      | 1      | 1     |
| 8       | R.P. de la Xina | 0  | 0      | 1      | 1     |
|         |                 |    |        |        |       |
| Total   | Total           | 11 | 11     | 11     | 33    |

## Medallistes

### Categoria masculina
| Edició              | Or                                             | Argent                                         | Bronze                                         |
| Chamonix 1924       | Regne Unit                                     | Suècia                                         | França                                         |
| 1928-1994           | no fou inclòs en el programa oficial dels Jocs | no fou inclòs en el programa oficial dels Jocs | no fou inclòs en el programa oficial dels Jocs |
| Nagano 1998         | Suïssa                                         | Canadà                                         | Noruega                                        |
| Salt Lake City 2002 | Noruega                                        | Canadà                                         | Suïssa                                         |
| Torí 2006           | Canadà                                         | Finlàndia                                      | Estats Units                                   |
| Vancouver 2010      | Canadà                                         | Noruega                                        | Suïssa                                         |
| Sotxi 2014          | Canadà                                         | Regne Unit                                     | Suècia                                         |

### Categoria femenina
| Edició              | Or         | Argent    | Bronze          |
| Nagano 1998         | Canadà     | Dinamarca | Suècia          |
| Salt Lake City 2002 | Regne Unit | Suïssa    | Canadà          |
| Torí 2006           | Suècia     | Suïssa    | Canadà          |
| Vancouver 2010      | Suècia     | Canadà    | R.P. de la Xina |
| Sotxi 2014          | Canadà     | Suècia    | Regne Unit      |

## Medallistes més guardonats

### Categoria masculina
| Nom            | CON     | Or | Plata | Bronze | Total |
| Kevin Martin   | Canadà  | 1  | 1     | 0      | 2     |
| Torger Nergård | Noruega | 1  | 1     | 0      | 2     |
| Markus Eggler  | Suïssa  | 0  | 0     | 2      | 2     |

### Categoria femenina
| Nom                 | CON    | Or | Plata | Bronze | Total |
| Eva Lund            | Suècia | 2  | 0     | 0      | 2     |
| Anette Norberg      | Suècia | 2  | 0     | 0      | 2     |
| Anna Svärd-Le Moine | Suècia | 2  | 0     | 0      | 2     |
| Cathrine Lindahl    | Suècia | 2  | 0     | 0      | 2     |
| Mirjam Ott          | Suïssa | 0  | 2     | 0      | 2     |